# Unitats de longitud històriques
Aquest article aborda les unitats de longitud històriques. Les unitats de longitud següents ja no s'utilitzen o es fan servir molt poc, ja que s'han substituït pel Sistema Internacional d'Unitats

## Sistema tradicional japonès
- Bu
- Sun
- Shaku (syaku)
- ken
- Cho (TYO)
- Ri

|       | Ri | Cho | Ken  | Shaku  | Sun     | Bu        | Metre    |
| Ri    | 1  | 36  | 2160 | 12.960 | 129.600 | 1.296.000 | 3927,273 |
| Chō   |    | 1   | 60   | 360    | 3600    | 36.000    | 109,091  |
| Ken   |    |     | 1    | 6      | 60      | 600       | 1,818    |
| Shaku |    |     |      | 1      | 10      | 100       | 0,303    |
| Sun   |    |     |      |        | 1       | 10        | 0,030    |
| Bu    |    |     |      |        |         | 1         | 0,003    |

## Sistema del Regne de Nàpols
Les unitats de longitud del Regne de Nàpols van ser formalitzades en 1480 per un decret del rei Ferrante:
- milla = 1/60 del grau de latitud
- catena = 1/100 de la milla
- passo = 1/1000 de la milla
- pam = 1/7 del passo

Aquest sistema es va mantenir en vigor fins al segle XIX. A l'Officina di Pesi i Missoure de Nàpols es conservava un patró del pam tradicional que mesurava 263,77 mil·límetres, valor molt proper al determinat pels astrònoms de l'època, que era de 264,55 mm.

## Sistema tradicional maia
Longitud:
- paatan = 1/20 de k'an (aprox.).
- sab = 1/10 k'an = 2 paatans (aprox.).
- k'an (mecate) = 20 metres (aprox.).
- nak = 20 "k'aanes" o "mecates" = 400 metres (aprox.).
- lab = 20 "nakes" = 400 k'anes = 8000 metres (aprox.).

Superfície:
- k'an (mecate) = 20 metres x 20 metres = 400 metres quadrats (aprox.).

## Altres unitats
- Milla romana
- Peu (unitat mètrica): el peu romà mesurava 29,5 cm, el peu castellà mesurava 27,86 cm de mitjana.
- Estadi: Mesura de longitud de Grècia, Egipte, Macedònia i Roma, equivalent a 174 metres, amb variants d'entre 134 i 172 metres. Eratòstenes la va usar per calcular la circumferència de la Terra amb un error de 400 km (1%).
- Cana, de Catalunya, equivalia a 1,555 m.[2]
- Pam de Barcelona: 19,43 cm[2]
- Colze: la mesura del colze varia, segons l'origen, entre 41,8 cm (colze comú) i 83,87 cm (colze major).
- Alna: Mesura catalana equivalent a 4 pams.[2]
- Vara La vara castellana, o de Burgos, mesurava 0,8359 m, i estava dividida en dos colzes, tres peus o quatre pams.[3]
- Llegua: la mesura de la llegua varia, segons l'origen, entre 4 km i 5 km.[4]
- Estadal superficial. Usada a Catalunya i Castella. Correspon a 16 vares quadrades (11,117 m²).
- Toesa:[5] una antiga mesura de longitud francesa que equivalia a 1,946 m.
- Quarta: 20,89 cm, similar al pam d'Astúries.
- Versta (de Rússia): 1066,8 m.
- Ana: és una unitat de longitud, que es va usar antigament a Aragó, València i Catalunya, d'aproximadament un metre,[6] més o menys llarga segons regions. Dos anes són una aba.
- Empan: mesura de longitud babilònica, igual a 0,27 metres.